# Förångningskylare

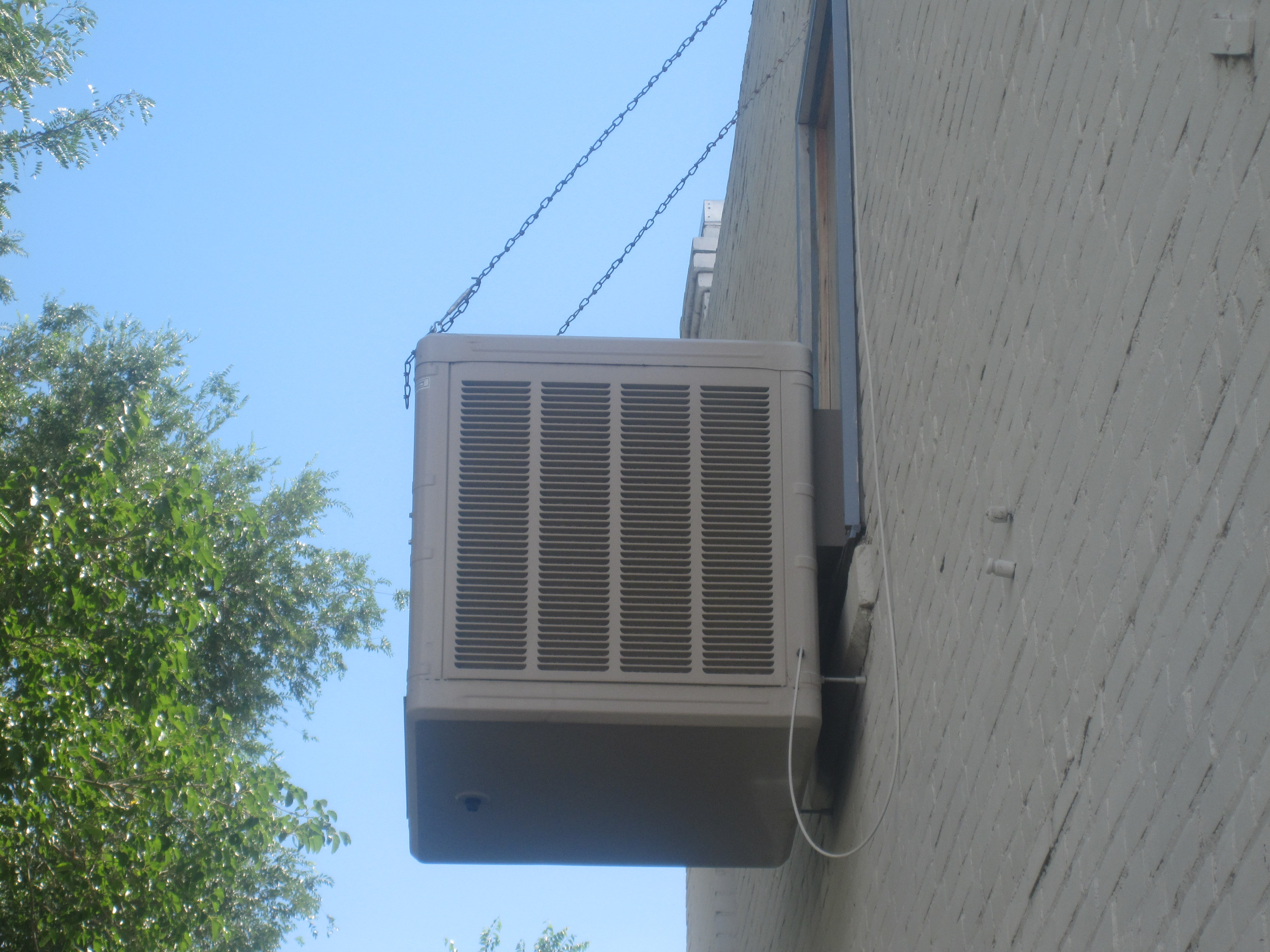
En förångningskylare i Rocky Ford, Colorado.

Principskiss över en uråldrig persisk vindfångare där vattnet i en underjordisk qanat används för att kyla byggnader.

En förångningskylare är en anordning som kyler luft genom avdunstning av vatten. Förångningskylning skiljer sig från vanliga luftkonditioneringssystem som använder ångkompressionskylning eller absorptionskylning. Förångningskylning fungerar genom att utnyttja vattnets stora ångbildningsvärme. Temperaturen hos torr luft kan sänkas betydligt genom fasövergången av flytande vatten till vattenånga. När vatten avdunstar kan luft kylas med betydligt mindre energi än konventionell kylning. I extremt torrt klimat ger förångningskylning förhöjd luftfuktighet vilket ökar komforten för de som bor i byggnaden.

## Översikt
Civilisationer har under olika tidsepoker kommit på geniala sätt att reducera hög värme. En tidig form av luftkylning, var en vindfångare, så kallad Bādgir, som användes i forntida Egypten och i Persien för tusentals år sedan. Luftinsläpp uppe på taket fångade vinden och lät den passera den över vatten i en underjordisk tunnel, en så kallad qanat. Därefter släpptes den kylda luften in i byggnaden.
Förångningskylare var föremål för ett stort antal amerikanska patent på 1900-talet; många av dessa tillkom från år 1906 och framåt,  där man föreslår användningen av träull för att få en stor mängd vatten i kontakt med rörlig luft och få igång avdunstning. En typisk konstruktion, som visas i ett patent från 1945, innefattar en vattenreservoar (där nivån oftast styrs av en flottörventil), en pump för att cirkulera vatten över dynor av träull och en centrifugalfläkt för att dra luft genom dynorna och in i huset.